# Vikingligr Veldi
Vikingligr Veldi (islandski: "Slavni vikinški trg") debitantski je studijski album norveškog viking metal sastava Enslaved. Album je 28. veljače 1994. godine objavila Deathlike Silence Productions, diskografska kuća kojom je rukovodio Euronymous. Budući da je Euronymous bio ubijen gotovo sedam mjeseci prije izlaska albuma, sastav je album odlučio posvetiti njemu.
Usprkos nacionalnosti članova sastava, tekstovi pjesama na albumu većinom su napisani na islandskom jeziku, vjerojatno zbog sličnosti sa staronordijskim. Tekst pjesme "Heimdallr" pisan je na starom norveškom. Naslovnica albuma posebna je po tome što prikazuje kacigu pronađenu u grobnici na području Sutton Hoo u Engleskoj, koja navodno pripada Raedwaldu od Istočne Anglije, bretenanwealdi iz 7. stoljeća.

## Popis pjesama
Tekstovi i glazba: Ivar Bjørnson. 
| 1.    | »Lifandi lif undir hamri« (Življenje života pod čekićem) | 11:31 |
| 2.    | »Vetrarnótt« (Zimska noć)                                | 10:58 |
| 3.    | »Midgards eldar« (Vatre Midgarda)                        | 11:16 |
| 4.    | »Heimdallr« (Heimdall)                                   | 6:15  |
| 5.    | »Norvegr« (Norveška)                                     | 10:56 |
| 50:56 |                                                          |       |

## Recenzije
AllMusic je napisao: "Vikingligr Veldi [...] je dokazao da je [...] Enslaved bio spreman voditi put norveškog black metala nakon šokantne smrti originalnog kolovođe [Euronymousa]", nazivajući ga "albumom koji je najvećim dijelom izdržao test vremena te ostaje presudno važan za cijeli black metal žanr."

## Zasluge
| Enslaved - Grutle Kjellson – bas-gitara, vokali, produkcija, miksanje - Ivar Bjørnson – gitara, klavijature, klavir, produkcija, miksanje - Trym Torson – bubnjevi, produkcija, miksanje | Ostalo osoblje - Pytten (Eirik Hundvin) – produkcija, snimanje, miksanje, inženjer zvuka - Davide Bertolini – snimanje, inženjer zvuka - Padde – miksanje |